# Gösta Granerus
Gösta Karl Reinhold Granerus, född 4 november 1907 i Malmö Sankt Johannes församling i dåvarande Malmöhus län, död 10 april 1990 i Bromma församling i Stockholm, var en svensk direktör.
Efter studentexamen 1928 och som diplomerad från Handelshögskolan 1931 blev Granerus han direktörsassistent i Svenska telegrambyrån i Malmö 1933, annonsdirektör i AB Stockholm 1943, vice verkställande direktör i Förlagshuset Norden i Malmö 1945, verkställande direktör i Grafisk Maskin AB i Trollhättan 1952, AB Dentatus och Diamantprodukter AB i Stockholm från 1956 samt styrelseledamot i sistnämnda bolag.
Gösta Granerus var son till snickarmästaren C August Granerus och Selma Roth. Han gifte sig 1938 med Ulla Olsson (1919–2014) och fick barnen Gunilla (1938-2023) och Ulf (1942–1980). Dottern Gunilla disputerade under namnet Marika Granerus på en avhandling vid Sveriges lantbruksuniversitet 1997 och blev mor till Christer Sturmark. Makarna Granerus är begravda på Bromma kyrkogård.